# 熱帶牙鮃
熱帶牙鮃為輻鰭魚綱鰈形目鰈亞目牙鮃科的其中一種，為熱帶海水魚，分布於中西大西洋千里達、委內瑞拉、哥倫比亞及蘇利南海域，棲息深度0-185公尺，在頭部，身體與鰭上褐色的有很多的圓深色斑點，背鰭軟條69-80枚;臀鰭軟條55-64枚，體長可達50公分，棲息在沙泥底質底層水域，其生活習性不明，可作為食用魚。

## 扩展阅读
維基物種上的相關：熱帶牙鮃